# Михайлевичі (Дрогобицький район)
Михайле́вичі — село Дрогобицького району Львівської області.
В селі розташована дерев'яна церква Св. Кузьми і Дем'яна, збудована у 1912 році.

## Населення

### Мова
Розподіл населення за рідною мовою за даними Всеукраїнського перепису населення:
| Мова       | Кількість | Відсоток |
| ---------- | --------- | -------- |
| українська | 973       | 99.79%   |
| російська  | 2         | 0.21%    |
| Усього     | 975       | 100%     |

## Персоналії
- Ортинський Любомир — діяч ОУН, старшина легіону «Роланд», чотовий 201-го батальйону шуцманшафт, зв'язковий старшина 29 полку дивізії «Галичина», керівник Головної Управи Братства колишніх вояків 1 Української Дивізії Української Національної Армії та член Закордонного представництва УГВР.